# Procottus major
Procottus major är en fiskart som beskrevs av Taliev, 1949. Procottus major ingår i släktet Procottus och familjen Abyssocottidae. Inga underarter finns listade i Catalogue of Life.